# Blenheim kastély
A Blenheim kastély, angolul: Blenheim Palace, (ejtsd:Blɛnim, Blenim) (barokk) műemlék épület Woodstockban (Oxfordshire, Anglia). Marlborough hercegek rezidenciája s az egyetlen olyan vidéki épület Angliában, ami nem királyi és nem is egyházi tulajdon és kastélyként hivatkozhatunk rá. 
Anglia egyik legnagyobb épülete 1705-1722 között épült, 1987 óta az UNESCO világörökség része.
A kastély az angliai barokk építészet egyik remekműve. Falai között született Winston Churchill.

## Neve
Az épület angol elnevezése „Blenheim palace”. A „palace” szó királyi lakhelyet jelent, míg  a „castle” szót használják a főúri lakhelyekre. A magyar nyelv azonban városi „palota” és kerttel körülvett vidéki „kastély” szavak között ma már nem tesz ilyen éles különbséget, talán ezért terjedhetett el inkább a „Blenheim kastély” és nem a „Blenheim palota” megnevezés, szemben pl. a Buckingham-palota megnevezéssel.

## Története
A kastélyt Anna angol királynő jutalmul építtette John Churchillnek, Marlborough első hercegének, a spanyol örökösödési háborúban elért sikereiért. Marlborough a háború döntő győzelmét 1704. augusztus 13-án aratta a höchstädti csatában. Parancsnoksága a felső-dunai Blindheim község közelében volt. Ennek angolosan ejtett nevét adta az új kastélynak. (A höchstädti csata blenheimi csata az angolszász világban.). Az építész, Sir John Vanbrugh és a ház úrnője, Sarah Churchill, több részletben nem értettek egyet, ezért a kastély tervét többször módosítani kellett, ami nem tervezett költségekhez vezetett. A többletköltségek felemésztették a herceg vagyonának java részét, és a kastélyt csak az építész halála után sikerült befejezni. A befejező munkálatokat Nicholas Hawksmoor, John Vanbrugh munkatársa felügyelte.
A parkot különösen sokszor átalakították. 1764-ben a befolyásos tájépítész, Capability Brown átalakította az 1010 hektáros parkot és kialakította a kastély előtti tavat. A teraszokat 1920-ban a francia Achille Duchêne építette újjá a 17. század stílusában.
A kastély ma is a regnáló Marlborough herceg tulajdona, de belépődíj ellenében látogatható.

## Leírása
Az Oxford melletti Woodstock kisvárosból egy diadalíven át lehet a kastélyhoz jutni. Ez a blenheimi csata (1704) emlékére épült.
A kastély a legnagyobb nem királyi kastély Nagy-Britanniában. A főcsarnok 20 méter magas, amely után egy freskókkal díszített szalon következik. A szalon a kastély parkjában található 41 méter magas győzelmi oszlopra néz. (A környező fák Marlborough katonáit jelképezik.) A déli portál felett a csatában legyőzött XIV. Lajos francia király mellszobra áll, aki innen tekint le a berendezés gazdagságára. Azt nem lehet tudni, hogy a déli portál ilyetén kialakítása az építész javaslata volt, vagy a csatagyőztes Marlborough iróniája.
Az itt született Sir Winston Churchill életéről állandó kiállítást rendeztek be a kastélyban.

## Blenheim a filmművészetben
Az alábbi játékfilmek egyes jeleneteit a Blenheim kastélyban és annak parkjában forgatták:
- Hamlet – Kenneth Branagh 1996-os filmje,
- Ne folytassa, felség! (King Ralph) – David S. Ward 1991-es filmje,
- Harry Potter és a Főnix Rendje – David Yates 2007-es filmje.

## Fordítás
- Ez a szócikk részben vagy egészben a Blenheim Palace című angol Wikipédia-szócikk ezen változatának fordításán alapul.  Az eredeti cikk szerkesztőit annak laptörténete sorolja fel. Ez a jelzés csupán a megfogalmazás eredetét és a szerzői jogokat jelzi, nem szolgál a cikkben szereplő információk forrásmegjelöléseként.